# Culex epanatasis
Culex epanatasis är en tvåvingeart som beskrevs av Dyar 1922. Culex epanatasis ingår i släktet Culex och familjen stickmyggor. Inga underarter finns listade i Catalogue of Life.